# Rodoald
Per altres personatges del mateix nom vegeu: Rodoald (desambiguació)
Rodoald (? - 653) va ser rei dels longobards i rei d'Itàlia (652-653).
Va ascendir al tron després de la mort del seu pare Rotari, de la casa arriana dels Arodingi (Harodings). Rodoald només es va mantenir per uns mesos, sense deixar petjades importants del seu govern. Pel que sembla, uns sis mesos després de la seva elecció, va ser assassinat per un longobard, a l'esposa del qual havia amenaçat el rei. En el seu lloc, els ducs llombards van elegir a Aripert I, restaurant així el tron per a una dinastia catòlica bavaresa.